# القنب الهندي في ميانمار
القنب الهندي في ميانمار (بورما) غير قانوني، ولكنه يزرع بشكل غير قانوني، وكان قانونيًا في السابق منذ عام 1939 وما بعده.

## التاريخ
تم حظر الحشيش في بورما في عام 1870 (أو 1874) تحت ظل الحكم البريطاني، ومع ذلك استمر الطلب على الحشيش، وخاصة بين العمال الهنود. في ضوء هذا الطلب المستمر، في المقام الأول بين العمال الهنود أكثر من البورميين المحليين، قامت الحكومة البورمية بتشريع الحشيش وضريبته ابتداءً من عام 1939.